# Sáregres
Sáregres est un village et une commune du comitat de Fejér en Hongrie.